# Liste der Monuments historiques in Dampierre-sur-Boutonne
Die Liste der Monuments historiques in Dampierre-sur-Boutonne führt die Monuments historiques in der französischen Gemeinde Dampierre-sur-Boutonne auf.

## Liste der Bauwerke
| Bezeichnung                     | Beschreibung                        | Standort            | Kennzeichnung | Schutzstatus   | Datum     | Bild           |
| ------------------------------- | ----------------------------------- | ------------------- | ------------- | -------------- | --------- | -------------- |
| Camp romain                     | Reste eines römischen Militärlagers | Le Châtelier (Lage) | PA00104666    | Inscrit        | 1945      |                |
| Schloss mit Wirtschaftsgebäuden | Erbaut ab dem 15. Jahrhundert       | (Lage)              | PA00104667    | Classé Inscrit | 1926 1990 | weitere Bilder |
| Kirche St-Pierre                | Erbaut im 12. und 16. Jahrhundert   | (Lage)              | PA00104668    | Classé         | 1969      | weitere Bilder |

## Liste der Objekte

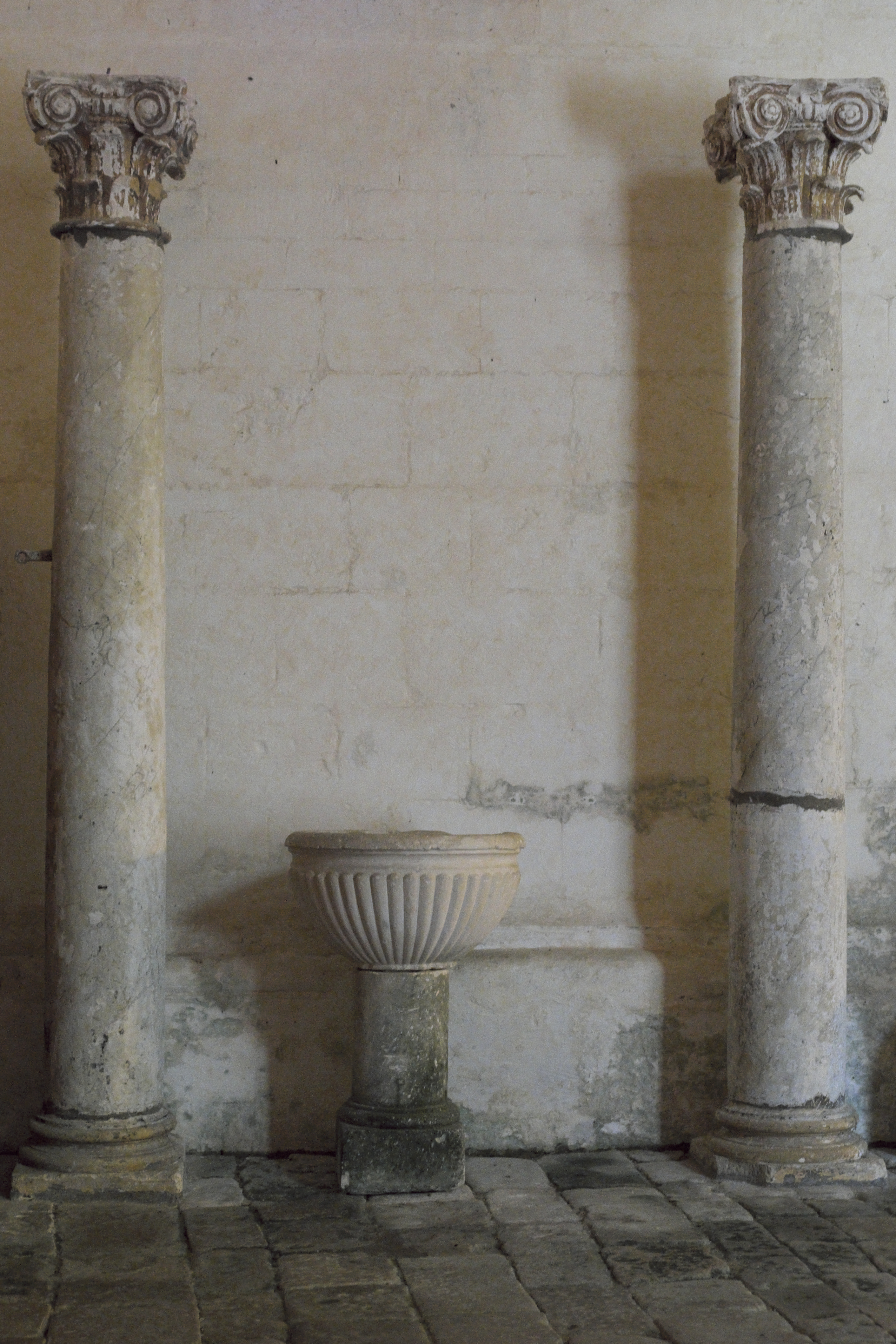
Säulen mit Kapitellen (18. Jahrhundert) und Taufbecken in der Kirche

- Monuments historiques (Objekte) in Dampierre-sur-Boutonne in der Base Palissy des französischen Kultusministeriums